# Barco negrero
Barco negrero o barco de esclavos (o Guineaman en el ámbito anglosajón) eran las denominaciones de los barcos dedicados al comercio de esclavos negros, especialmente los del comercio atlántico de esclavos entre África y América, como parte del comercio triangular). Unos veinte millones de esclavos africanos fueron transportados por estos barcos.

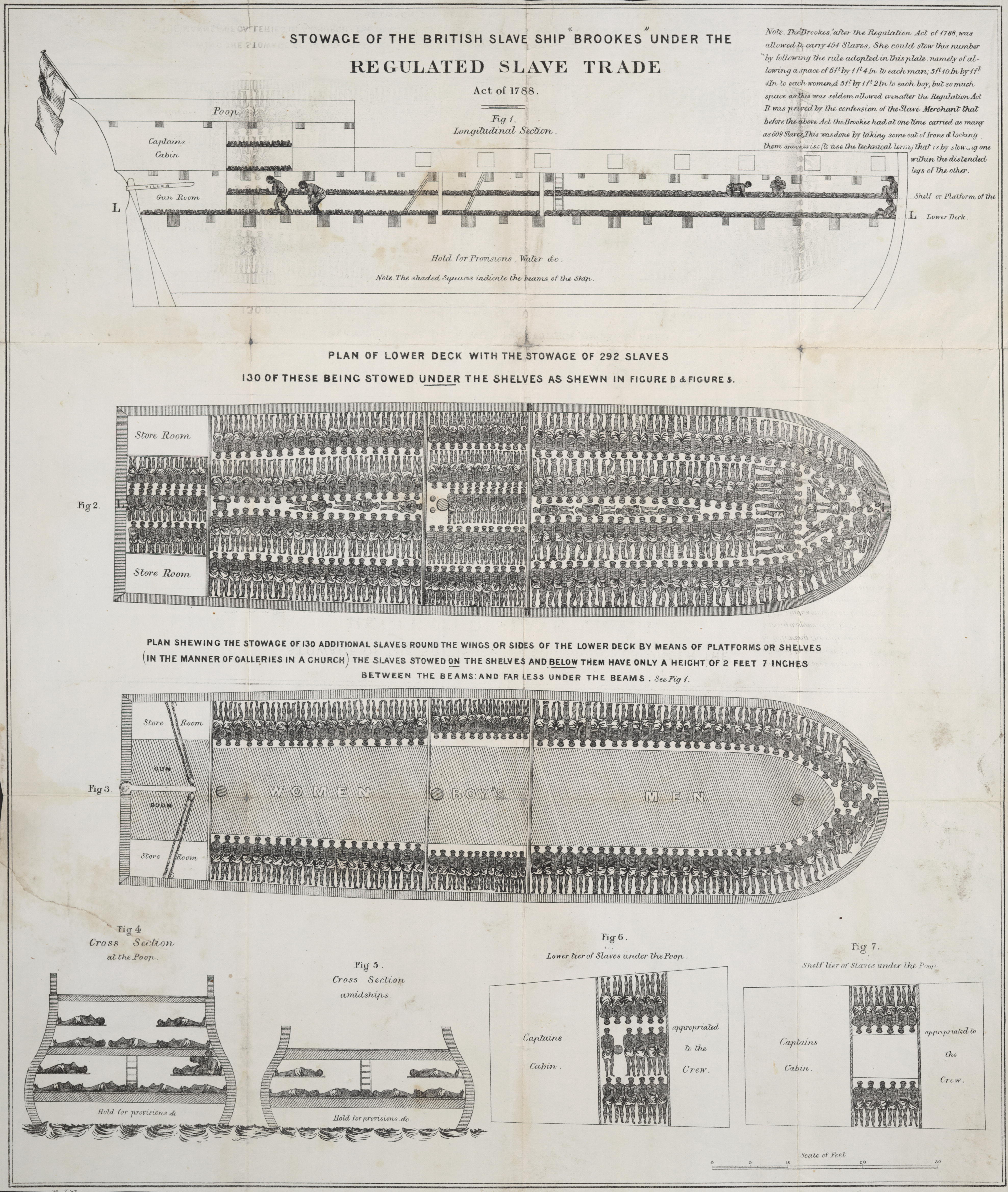
Esquema del barco negrero Brookes, que transportaba 454 esclavos. Antes del Acta de Comercio de Esclavos de 1788, el Brookes transportaba 609 esclavos hacinados por viaje.

El comercio atlántico de esclavos pasó a ser un gran negocio para comerciantes portugueses, británicos y franceses, quienes transportaron un 84% de los esclavos.  Los siglos XVII y XVIII marcaron el máximo nivel de ese tráfico.
Para maximizar el beneficio económico los armadores de los barcos negreros multiplicaron su capacidad dividiendo el espacio hasta extremos mínimos, lo que producía condiciones higiénicas deplorables, deshidratación y todo tipo de enfermedades, con un aumento de la tasa de mortalidad hasta cifras entre el 15% y el 33% que, no obstante, se consideraba asumible económicamente. Cientos de esclavos (un barco medio, como el Henrietta Marie, llevaba unos doscientos) se transportaban encadenados a literas donde se mantenían en posición horizontal, sin espacio para moverse.
Los barcos negreros pasaron a ser considerados piratas y perseguidos por Gran Bretaña a partir de 1807 (Ley de trata de esclavos), que encomendó a la Real Armada a perseguir barcos negreros dondequiera que fuesen hallados, y que resultó en la captura de mil seiscientos barcos negreros y consecuente liberación de ciento sesenta mil almas por los británicos durante la cincuentena subsiguiente. Estados Unidos, por su parte, prohibió la importación de esclavos y que sus ciudadanos se dedicasen al negocio a partir de 1808.  En 1815, en el Congreso de Viena, España, Portugal, Francia y Holanda acordaron eliminar su propio comercio de esclavos. En dicha época los barcos negreros se hicieron más pequeños y rápidos (blockade runner —literalmente "el que escapa de los bloqueos"—), para eludir mejor la persecución.

## Barcos negreros

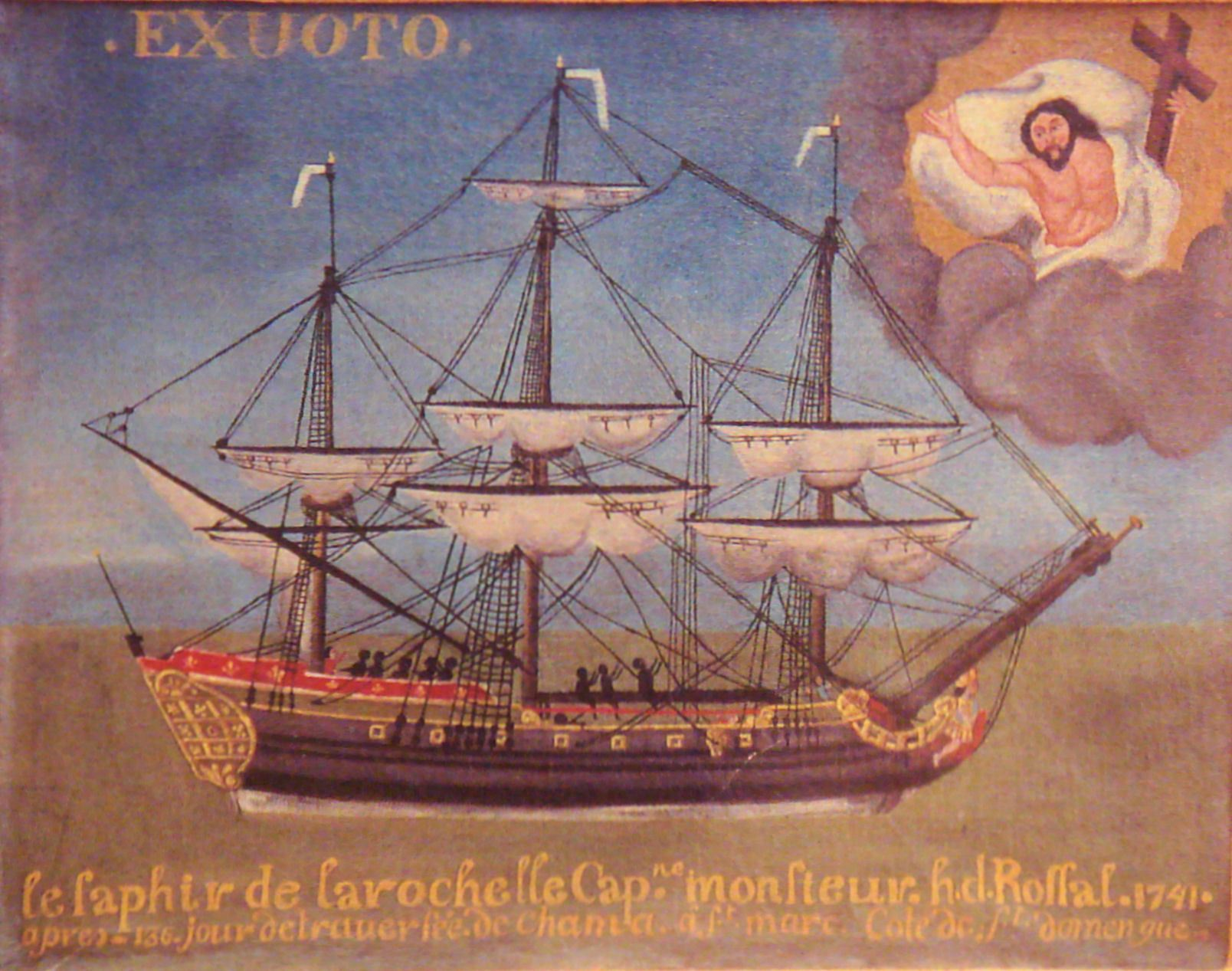
Exvoto del barco negrero Le Saphir, de La Rochelle, 1741.

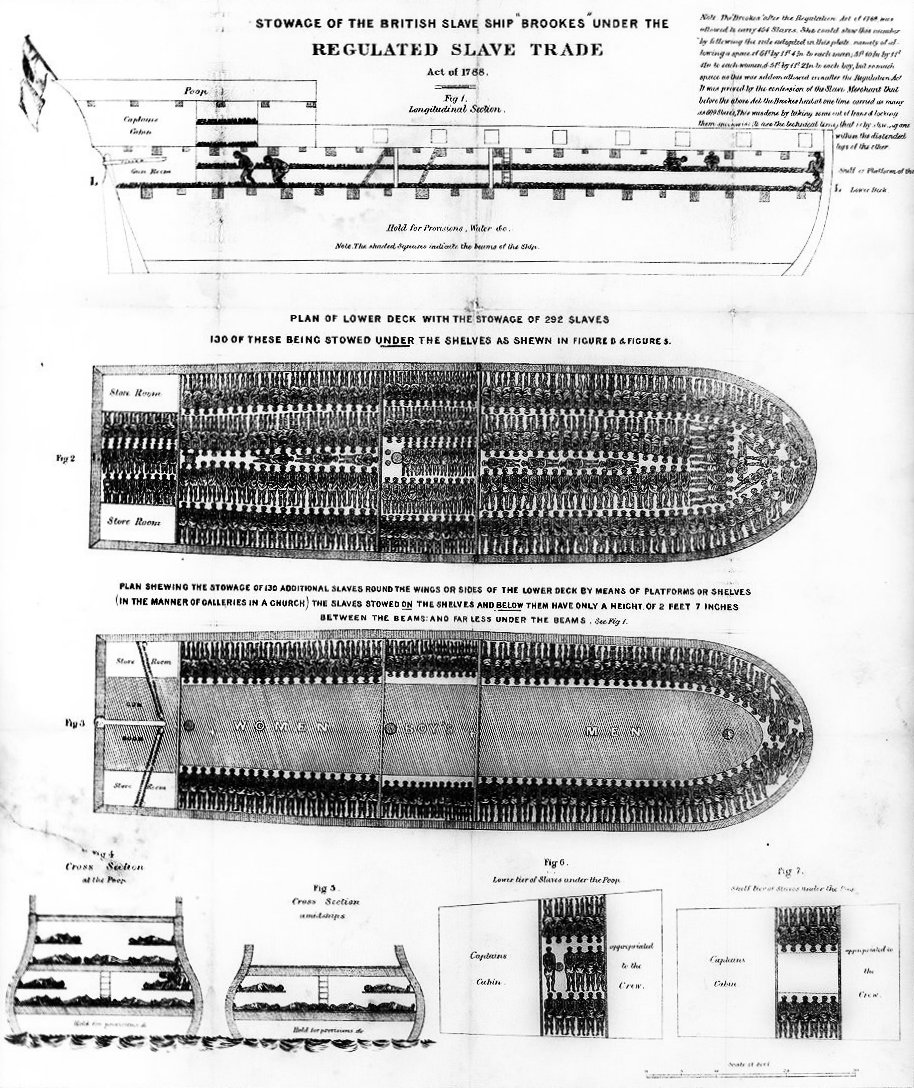
Plano del Brookes.

Forma de transportar esclavos en un barco negrero.

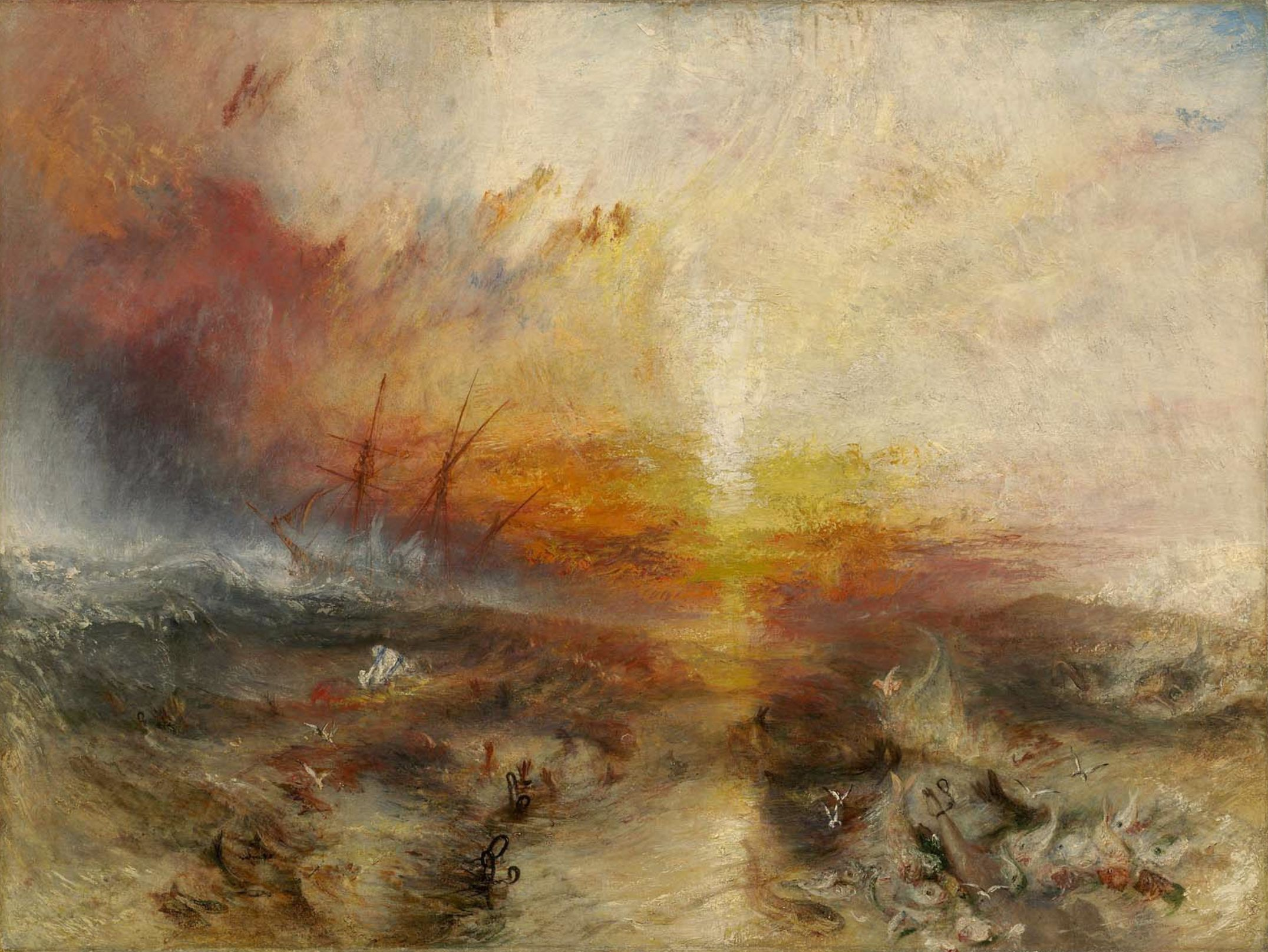
El barco de esclavos (Esclavos lanzando por la borda a los muertos y moribundos: viene el tifón), cuadro de Turner inspirado en la masacre del Zong.

- Adelaide, francés, hundido en 1714 cerca de Cuba.
- Antelope, español, capturado cerca de Florida en 1820 con doscientos ochenta y tres esclavos. Suscitó un famoso caso judicial.
- Aurore y Duc du Maine, los primeros barcos franceses que llevaron esclavos a Luisiana.
- Amistad, navío de carga español que ocasionalmente llevaba esclavos. Fue objeto de una rebelión tras la que llegó a Estados Unidos y suscitó un famoso caso judicial.
- Beeckestijn, Barco holandés perteneciente a la Compañía Holandesa de las Indias Occidentales
- Braunfisch, prusiano, hundido tras una revuelta en 1688.
- Brookes, de los años 1780.[12]
- Clotilda, incendiado y hundido en Mobile en el otoño de 1859, fue posiblemente el último barco negrero estadounidense.
- Cora, capturado por el Constellation en 1860.
- Creole, objeto de una rebelión en 1841, que llevó a un famoso caso judicial.
- Desire, el primer barco negrero de Estados Unidos.[13]
- Elisabeth, que navegaba entre Jamaica británica (Jamaica) y el África Occidental.
- Fredensborg, danés, hundido en 1768 ante el puerto noruego de Tromøy.
- Guerrero, español, hundido en los Cayos de la Florida en 1827, con 561 esclavos.
- Hannibal, inglés.
- Henrietta Marie, hundido en 1700 cerca de los Cayos Marquesas, Florida. Fue objeto de recuperación arqueológica en los años 1980.
- Hope, brig estadounidense que llevaba esclavos a Rhode Island.
- Jesus of Lübeck, barco de setecientas toneladas que se usó en el segundo viaje de John Hawkins para transportar cuatrocientos esclavos en 1564. La reina Isabel I de Inglaterra era uno de los socios de esta empresa.
- Kron-Printzen, danés, hundido en 1706 con ochocientos veinte esclavos.
- Le Concord, barco negrero que se convirtió en barco pirata con el nombre de Queen Anne's Revenge. Hundido en 1717.
- Lord Ligonier, que figura en la novela Raíces de Alex Haley.
- Don Francisco, capturado en 1837. Se vendió como barco de carga colonial rebautizado como James Matthews. Fue recuperado arqueológicamente por el Western Australian Museum en 1974.
- Madre de Deus, portugués, capturado en 1567 por John Hawkins. Transportaba unos cuatrocientos esclavos.
- Manuela, construido como clipper con el nombre de Sunny South, fue capturado por el HMS Brisk en el Canal de Mozambique con ochocientos esclavos.
- Margaret Scott, estadounidense, confiscado y hundido como parte de la Stone fleet en 1862.
- Meermin, de la Compañía Neerlandesa de las Indias Orientales, activo entre África del sur y Madagascar. Su último viaje, en 1766 terminó en un motín.[14]
- Nightingale, clipper capturado por el Saratoga cerca de Cabinda en 1861 con novecientos noventa y un esclavos.
- Pons, estadounidense, capturado por el Yorktown el 1 de diciembre de 1845 con 850-900 esclavos.[15]
- Salamander, prusiano.
- Sally, estadounidense, de Newport, que fue objeto del Report of the Brown University Steering Committee on Slavery and Justice.
- Tecora, portugués, que transportaba los esclavos que posteriormente se amotinaron en el Amistad.
- Triton capturado por el Constellation en 1861.
- Trouvadore, hundido en Turcas y Caicos en 1841. Sobrevivieron 193 esclavos. Es objeto de búsqueda para su recuperación arqueológica desde 2004.[16]
- Wanderer, considerado el último barco negrero estadounidense (noviembre de 1858) hasta que se averiguó que posteriormente operó bajo el nombre de Clotilde (entre 1859 y 1860).
- Wildfire, capturado en 1860 en Florida con cuatrocientos cincuenta esclavos.[17]
- Whydah Gally, convertido en pirata y hundido en 1717.